# Isotricha intestinalis
Isotricha intestinalis és una espècie d'organisme eucariota ciliat Pot tenir una llargada de 200 micròmetres, i es distingeix per la posició de la seva boca. Són els protozous més grossos que habiten el rumen de les ovelles. Té un aspecte granulós.